# Horný Bar
Horný Bar (hongrois : Felbár) est un village de Slovaquie situé dans la région de Trnava.

## Histoire
Première mention écrite du village en 1245.

## Démographie

### Évolution de la population
| Année:               | 1994. | 2004.    | 2014.   | 2024.   |
| -------------------- | ----- | -------- | ------- | ------- |
| Nombre de personnes: | 1074  | 1208     | 1255    | 1313    |
| Différence:          |       | +12,47 % | +3,89 % | +4,62 % |

| Année:               | 2023. | 2024.   |
| -------------------- | ----- | ------- |
| Nombre de personnes: | 1306  | 1313    |
| Différence:          |       | +0,53 % |